# Villa Bartolomea
Villa Bartolomea é uma comuna italiana da região do Vêneto, província de Verona, com cerca de 5.300 habitantes. Estende-se por uma área de 53,21 km², tendo uma densidade populacional de 100 hab/km². Faz fronteira com Castagnaro, Castelnovo Bariano (RO), Giacciano con Baruchella (RO), Legnago, Terrazzo.

## Demografia
| Variação demográfica do município entre 1861 e 2011                               |
|                                                                                   |
| Fonte: Istituto Nazionale di Statistica (ISTAT) - Elaboração gráfica da Wikipedia |